# Epicnaphus
Epicnaphus es un género de hongos de la familia Marasmiaceae. El género fue circunscrito por el micólogo Rolf Singer en 1960, contiene dos especies nativas de América del Sur.

## Descripción
Los cuerpos fructíferos de las especies de Epicnaphus poseen una apariencia similar a los de la sección Sicci de Marasmius, pero poseen un himen liso y celdillas estériles del tipo Rotalis. 
Inicialmente Singer solo incluyó la especie tipo, E. phalaropus, la cual había sido recolectada originalmente de ramas caídas en un bosque húmedo de Bolivia. La especie argentina E. longispora fue agregada al género por Jörg Raithelhuber en 1973.